# Dorin Marian
Dorin Marius Marian (n. 29 martie 1961, Gherla, Cluj, România) este un politician român, care a îndeplinit funcția de consilier prezidențial pentru apărare și siguranță națională (1996-2000) și apoi șef al Administrației Prezidențiale a României (2000). 
În prezent, îndeplinește funcția de șef al Cancelariei Primului Ministru al României, cu rang de ministru (din iulie 2007). 

## Biografie
Dorin Marius Marian s-a născut la data de 29 martie 1961, în orașul Gherla (județul Cluj). A urmat studii la Facultatea de Geografie-Geologie din cadrul Universității "Babeș – Bolyai" din Cluj Napoca (1981-1986), obținând diploma de inginer geolog. A studiat apoi la Jackson State University din Mississippi (SUA), obținând diploma de Master în Științe Politice (1993-1995) și la Colegiul Național de Apărare din București (1997).
După absolvirea facultății, a lucrat ca geolog la Schela de Foraj Zădăreni (1986-1992) și ca supervizor geolog la Petrom R.A.- însărcinat cu prospecțiunile geologice pentru petrol și gaze în zona de vest a României (în județele Timiș, Arad, Bihor, Satu Mare) (1992–1993). De asemenea, a fost pentru timp de un an (1992-1993) membru în Consiliul Județean Timiș, fiind în această calitate membru în Comitetele pentru Buget-Finanțe, respectiv Servicii Publice.
Revenit din America în anul 1995, Dorin Marian a devenit director executiv al Fundației Române pentru Democrație (FRD) și membru în echipa de campanie prezidențială a candidatului CDR, 
Emil Constantinescu. După ce acesta a devenit președintele României, el l-a numit pe Dorin Marian la 2 decembrie 1996 în funcția de consilier prezidențial pentru apărare și siguranță națională . În această calitate, a fost membru în Consiliul Suprem de Apărare a Țării (CSAT). De asemenea, el a coordonat echipa care a întocmit Strategia de Securitate Națională, strategie aprobată de Parlamentul României în iulie 1999.
La data de 15 februarie 2000 , Dorin Marian a fost numit în funcția de consilier prezidențial, șef al Administrației Președinției României. În această calitate, el a fost însărcinat cu organizarea agendei Președintelui României: vizite în țară și străinătate, vizite în România ale șefilor de stat străini etc., având responsabilități în coordonarea relației dintre Președinte, Guvernul României și Parlament și coordonând activitățile Departamentelor din cadrul Președinției României. A fost eliberat din această funcție la 28 septembrie 2000 , iar apoi în perioada octombrie - decembrie 2000, a fost director al campaniei electorale a CDR 2000.
După ce CDR 2000 a pierdut alegerile, iar reprezentanții săi nu au fost aleși în Parlament la alegerile din iarna anului 2000, Dorin Marian a devenit în anul 2001 consilier pentru dezvoltarea afacerilor la Rompetrol Group, companie patronată de către liderul liberal Dinu Patriciu. El s-a ocupat de activitățile din domeniul dezvoltării companiei în Sudan, care au fost sistate, din motive de securitate, după atacurile din 9 septembrie 2001.
(impreuna cu Omar Hayssan ).
Activează apoi în domeniul privat fiind președinte și acționar al ICAR Consulting S.R.L (2002-2004) și apoi vicepreședinte și acționar la ICAR Business Research S.R.L., companie de consultanță (2005-2007). El a fost asociat până ce a devenit secretar de stat cu fostul director al SIE, Cătălin Harnagea, la Icar Energy SRL (50%), companie care se ocupă de comerțul cu ridicata al combustibililor solizi, lichizi, gazoși și al produselor derivate, la Oltenia Motors SRL (35%), companie ce se ocupă cu vânzarea autoturismelor și la Mara Automobile SRL (10%), dealer BMW în România .
După ce la 15 februarie 2007 devenise Prim Consilier al Primului Ministru al României, Călin Popescu Tăriceanu, cu rang de secretar de stat   , Dorin Marian a fost numit apoi prin decizia primului-ministru nr. 197 din 12 iulie 2007 în funcția de șef al Cancelariei Primului Ministru al României, cu rang de ministru. 
Conform declarației sale de interese din anul 2007, Dorin Marian este asociat la SC Tehnic Glass SRL, la SC International Trust Consult SRL și la SC Șerban Vodă Tower SRL. De asemenea, conform declarației sale de avere, el a vândut în anul 2007 un teren intravilan pentru mai mult de 1 milion de euro. Deține patru terenuri intravilane (unul în București și 3 în Tâncăbești) și 3 imobile (două în București și unul în Tâncăbești). 
Dorin Marian vorbește fluent limba engleză.

## Distincții
Dorin Marian a primit mai multe ordine și distincții atât românești, cât și străine. Menționăm următoarele:
- Ordinul Național „Pentru Merit” în grad de Mare Cruce – România (30 noiembrie 2000 [9])
- Distincția „Dom Infante Henrique” - Portugalia
- Distincția „Donnebrog” – Danemarca
- Distincția „Dab Hammashjold for Peace and Security” – JSU, USA